# Segmenteringsfel
Segmenteringsfel, (eng. segmentation fault, access violation) är ett feltillstånd som rapporteras i många operativsystem när ett program försöker nå att läsa eller skriva en minnesadress på ett sätt som inte är tillåtet. Ofta orsakar ett segmenteringsfel att operativsystemet avbryter det felande programmet genom en krasch, men ibland är det möjligt för programmet att hantera felet och vidta korrigerande åtgärder. Segmenteringsfel är ett av de vanligaste programmeringsfelen som uppstår vid programmering i låg- och mellannivåspråk som assembler och C.